# Peach Weber

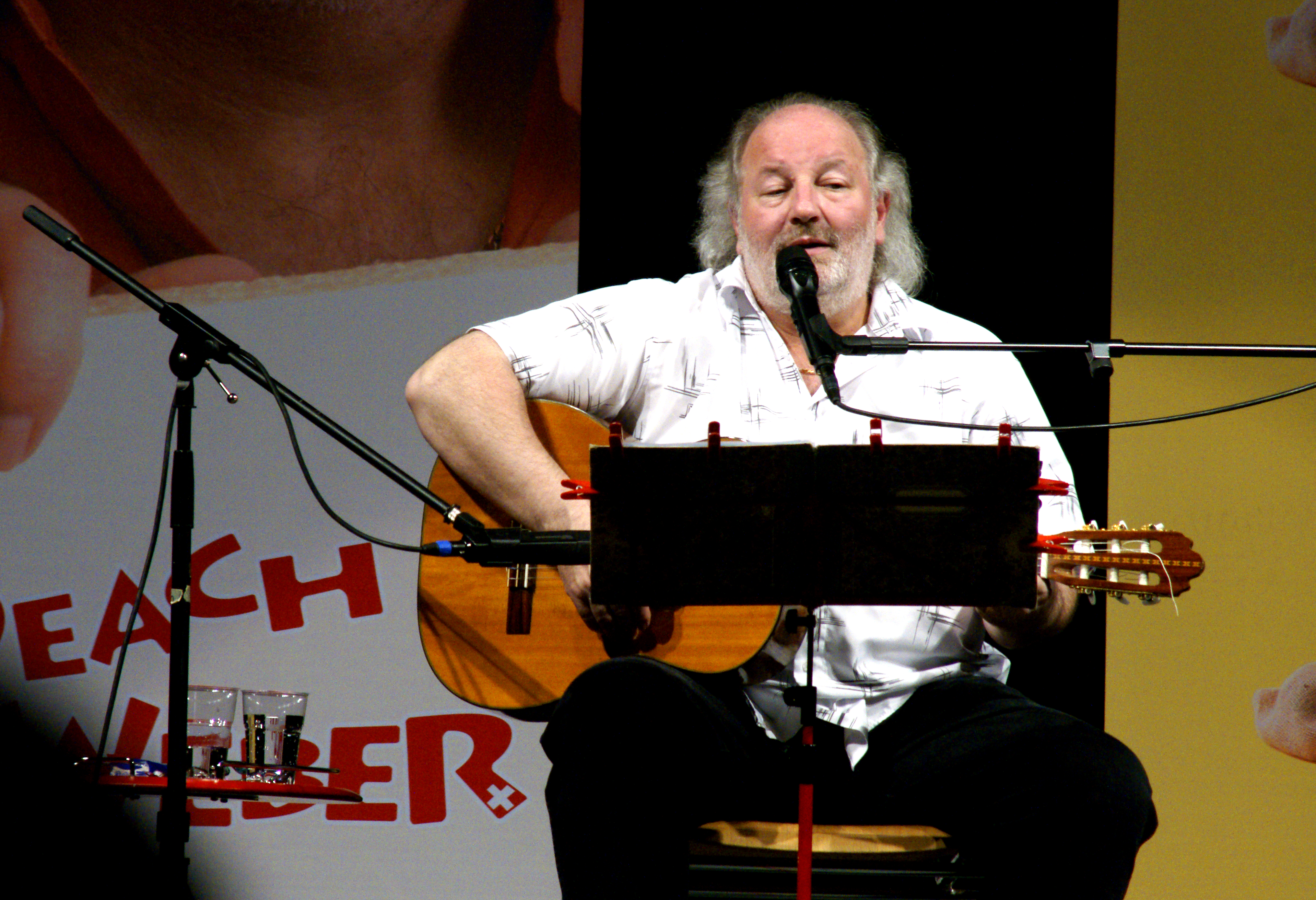
Peach Weber mit dem Programm Lach-Sack am 21. Mai 2008 in Triengen

Peach Weber (* 14. Oktober 1952 in Wohlen, Kanton Aargau; eigentlich Peter Mario Weber) ist ein Schweizer Komiker. Er ist vor allem in der Deutschschweiz durch Tourneen und viele Fernsehauftritte einem breiten Publikum bekannt.

## Karriere
Peter (Peach) Weber kam als Sohn eines Architekten als ältestes von drei Kindern zur Welt. Nach einer Ausbildung zum Primarlehrer wurde er 1976 an einem Talentfestival in Zürich Zweiter (nicht aufgrund seines Liedes, sondern wegen der lustigen Einleitung). Darauf wechselte er ins Komikfach, wo er schnell Erfolge erzielte. 1978 kam er zum ersten Mal im nationalen Schweizer Fernsehen. Schon bald kannte jeder seine humorvollen Lieder – darunter Ich bi de Borkechäfer, Sun, fun and nothing to do und Öberall het’s Pilzli draa, Gugguuseli –, und er eroberte mit seinen Singles und Live-Alben die Schweizer Hitparade.
Für sein Album Früsch vo de Läbere wurde er mit dem Prix Bernhard ausgezeichnet für das erfolgreichste Bühnenprogramm des Jahres.
Das Album Nix wie Gäx verkaufte sich über 130'000 Mal.
Er gewann auch zwei Mal einen Prix Walo.
Am 11. November 2008 eröffnete Peach Weber den Vorverkauf für seine Abschiedsvorstellung «Fertig Luschtig» im Zürcher Hallenstadion. Diese terminierte er auf den 15. Oktober 2027, einen Tag nach seinem 75. Geburtstag. Nach Medienberichten waren die verfügbaren 9500 Tickets am 16. Dezember 2015 ausverkauft. Deshalb sagte Peach Weber zusätzlich eine Nachmittagsvorstellung an. Auch für diese waren im Oktober 2020 bereits 5000 Tickets verkauft. Bis 2025 kam noch eine definiv letzte dritte Vorstellung hinzu. Guinness World Records anerkannte den Weltrekordversuch mit dem Titel „Longest advance ticket sale period“. Der Gewinn wird für einen guten Zweck gespendet.
Nach inzwischen 44 Bühnenjahren geht Peach Weber 2021 mit dem Programm Gäxplosion wieder auf «Wörldtour» durch die ganze Schweiz.
Aus einer früheren Beziehung hat Peach Weber eine Tochter. Er lebt in Hägglingen im Kanton Aargau.

## Werke

### Alben
- 1980 – So bin I halt… (1. Programm)
- 1982 – Tüppisch! (2. Programm)
- 1984 – Underwägs mit Gägs (3. Programm)
- 1986 – Früsch vo de Läbere (4. Programm)
- 1988 – Tutti Frutti (5. Programm)
- 1992 – Nix wie Gäx (6. Programm)
- 1993 – Peach Party
- 1993 – Peach Weber’s 1.
- 1996 – Gägsgüsi (7. Programm)
- 1999 – No Broblem (8. Programm)
- 2002 – Gigelisuppe (9. Programm)
- 2004 – Gäxpresso (10. Programm)
- 2006 – Lach-Sack (11. Programm)
- 2008 – Peachfideel (12. Programm)
- 2011 – Mister Gaga (13. Programm)
- 2014 – Gäx Bomb (14. Programm)
- 2017 – iPeach (15. Programm)
- 2020 – Gäxplosion (16. Programm)

### Videoalben
- DVD Peach Weber 1
- DVD Peach Weber 2
- DVD Peach Weber 3
- DVD Peach Weber 4

### Bücher
- Nix wie Comix – Das Buch. Semmel Verlag, Kiel 1993 (mit René Lehner).
- Peach Weber’s Witz-Chischte. Weltbild Verlag, Olten 2007.
- Zwerg Stolperli, Band 1.
- Zwerg Stolperli und der zerbrochene Zauberstab, Band 2.